# Slaughter Productions
Slaughter Productions war ein von 1992 bis 2007 aktives italienisches Independent-Label.

## Geschichte und Ausrichtung
Slaughter Productions begannen 1993 zeitgleich zu Corbellis Projekt Atrax Morgue. Corbelli, der sein musikalisches Schaffen vornehmlich als MCs über das eigene Label veröffentlichte, nahm auch weitere Interpreten des Post-Industrial unter Vertrag. So war das Label nicht seinen Veröffentlichungen vorbehalten und wurde innerhalb der 1990er und 2000er zu einem gewichtigen Label des Post-Industrial. Der einzige Anspruch, den er dabei formulierte, war eine von ihm gewünschte Originalität.
Die Anfänge des Unternehmens führte Corbelli auf seine eigene Begeisterung für Industrial und Post-Industrial zurück. Insbesondere die frühen Veröffentlichungen des Labels Cold Meat Industry beeinflussten die Gründung des Unternehmens nachhaltig. Der erste Tonträger, den Slaughter Productions herausbrachte, war die Atrax-Morgue-MC In Search of Death. Mit der Kompilation Death Odoros, die Stücke schwedischer Interpreten wie Megaptera, Archon Satani und Raison d’être enthielt, begann Slaughter Productions auch die Veröffentlichung von CDs, gefolgt von gelegentlichen LPs. Nach über 120 MC-Veröffentlichungen beschloss Corbelli um die Jahrtausendwende, die Veröffentlichungen auf CDs und LPs zu begrenzen und die Vermarktung von MCs einzustellen.
Mit dem Suizid von Corbelli am 6. Mai 2007 endete der aktive Zeitraum von Slaughter Productions.

## Künstler (Auswahl)
- Atrax Morgue
- Aube
- Maurizio Bianchi
- Black Leather Jesus
- Con-Dom
- Dead Body Love
- Discordance
- Djinn
- .Hroptr.
- Kranivm
- De Profvndis Clamavi
- Pain Jerk
- Steel Hook Prostheses
- Mauthausen Orchestra
- Megaptera
- Negru Voda
- Richard Ramirez
- Die Sonne Satan
- Sturmbann
- Urna